# Witkówki (osada leśna w województwie wielkopolskim)
Witkówki – osada leśna w Polsce położona w województwie wielkopolskim, w powiecie kościańskim, w gminie Kościan.